# 2 شوال
- السبت
- الأحد
- الاثنين
- الثلاثاء
- الأربعاء
- الخميس
- الجمعة

- 2929 مارس 2025
- 130 مارس 2025
- 231 مارس 2025
- 31 أبريل 2025
- 42 أبريل 2025
- 53 أبريل 2025
- 64 أبريل 2025
- 75 أبريل 2025
- 86 أبريل 2025
- 97 أبريل 2025
- 108 أبريل 2025
- 119 أبريل 2025
- 1210 أبريل 2025
- 1311 أبريل 2025
- 1412 أبريل 2025
- 1513 أبريل 2025
- 1614 أبريل 2025
- 1715 أبريل 2025
- 1816 أبريل 2025
- 1917 أبريل 2025
- 2018 أبريل 2025
- 2119 أبريل 2025
- 2220 أبريل 2025
- 2321 أبريل 2025
- 2422 أبريل 2025
- 2523 أبريل 2025
- 2624 أبريل 2025
- 2725 أبريل 2025
- 2826 أبريل 2025
- 2927 أبريل 2025
- 3028 أبريل 2025
- 129 أبريل 2025
- 230 أبريل 2025
- 31 مايو 2025
- 42 مايو 2025

2 شوَّال أو 2 شوَّال المُکَرَّم أو 2 شوَّال المكرَّمة أو يوم 2 \ 10 (اليوم الثاني من الشهر العاشر) هو اليوم الثامن والستون بعد المائتين (268) من أيَّام السنة (أو التاسع والستون بعد المائتين لو كان شهر شعبان مُتممًا لليوم الثلاثين أو السبعون بعد المائتين لو أتم كلاً من صفر وربيع الآخر وجمادى الآخرة وشعبان ثلاثين يوماً) وفق التقويم الهجري القمري (العربي). يبقى بعده 86 أو 87 يومًا لانتهاء السنة.

## أحداث
- 2 هـ - الرسول محمد يتزوج بعائشة بنت أبي بكر، أي بعد الهجرة بسبعة أشهر، ولم يتزوج النبي بكرًا غيرها.
- 94 هـ - سقوط مدينة ماردة في أيدي المسلمين بقيادة موسى بن نصير بعد سنة من حصارها.
- 1136 هـ - التوقيع على اتفاقية إستانبول بين الدولة العثمانية والإمبراطورية الروسية ضد الدولة الصفوية.
- 1221 هـ - الزعيم الصربي قرة جُرجي يحتل بلغراد، ويقوم بذبح جميع المسلمين الموجودين في المدينة أثناء الثورة الصربية على الدولة العثمانية.
- 1379 هـ - الممثل الفكاهي حمادي الجزيري يصدر صحيفة الستار التي انتهجت في أول عهدها سلك الصحف الهزلية، ثم مالت إلى أساليب الصحافة الصفراء التي تتناول الأعراض والفضائح؛ فأثارت موجة من الانتقادات أدت إلى توقفها عن الصدور بعد 27 عددًا فقط.
- 1390 هـ -
  - الأمم المتحدة تصدر «القرار رقم 649» والذي نص على حق الشعب الفلسطيني في تقرير مصيره.
  - إطلاق اسم جمهورية اليمن الديمقراطية الشعبية على اليمن الجنوبي.
- 1391 هـ - القوات الإيرانية تسيطر على جزر طنب الكبرى وطنب الصغرى وأبو موسى في الخليج العربي وتدعي ملكيتها.
- 1400هـ - إفتتاح مستشفى الملك سلمان للقوات المسلحة في المنطقة الشمالية الغربية (تبوك).
- 1431 هـ - القس الأمريكي المتطرف تيري جونز مؤسس كنيسة مركز دوف للتواصل العالمي، يعلن إلغاءه مشروعه القاضي بِالإحراق الجماعي للقرآن بعد معارضة عالمية شديدة من المجتمع المسلم في الولايات المتحدة والمظاهرات والاحتجاجات المنددة حول العالم.
- 1425 هـ - بدء عرض فيلم الرسوم المتحركة «خاتم المرسلين» في أمريكا بعد 5 سنوات من إنتاجه. يتناول الفيلم قصة بزوغ فجر الإسلام، الفيلم من إنتاج السعودي موفق الحارثي، ومن إخراج ريتشارد ريتش.

## مواليد
- 1321 هـ - فرج العمران، فقيه مسلم وشاعر وكاتب سعودي.
- 1327 هـ - محمد الفاضل بن عاشور، مفتي وقاض ومصلح اجتماعي تونسي.
- 1332 هـ - عبد الله المبارك الصباح، نائب حاكم الكويت.
- 1339 هـ - سوهارتو، رئيس إندونيسيا.
- 1356 هـ - سهير الباروني، ممثلة مصرية.
- 1377 هـ - غلام كويتي بور، مغني إيراني.
- 1378 هـ - سمير الناصر، ممثل سعودي.
- 1380 هـ - ليلى غفران، مغنية مغربية.
- 1399 هـ - حسين الجسمي، مطرب إماراتي.

## وفيات
- 584 هـ - سبط ابن التعاويذي، شاعر عربي.
- 1227 هـ - عبد الله الشرقاوي، الإمام الأكبر شيخ الجامع الأزهر وزعيم ثورة القاهرة الأولى.
- 1247 هـ - جان فرانسوا شامبليون، عالم فرنسي قام بفك رموز الهيروغليفية.
- 1360 هـ - توفيق حبيب مليكة، صحفي وكاتب مصري.
- 1393 هـ - طه حسين، أديب وناقد ووزير مصري وملقب «بعميد الأدب العربي».
- 1405 هـ - حقي الشبلي، فنان عراقي.
- 1415 هـ - نجيب الكيلاني، كاتب ومؤلف مصري.
- 1422 هـ - محمد الحسيني الشيرازي، مرجع شيعي عراقي.
- 1424 هـ - عبد الرسول الإحقاقي، مرجع شيعي كويتي.

## مناسبات
- ثاني أيَّام عيد الفطر عند المُسلمين.

## وصلات خارجية
- صحيفة اليوم: حدث في مثل هذا اليوم.
- موقع قصة الإسلام: حدث في شهر شوَّال.